# NGC 7309
NGC 7309 ist eine Balken-Spiralgalaxie vom Hubble-Typ SBb Sternbild Wassermann am Südsternhimmel. Sie ist schätzungsweise 184 Millionen Lichtjahre von der Milchstraße entfernt.
Das Objekt wurde am 28. November 1785 von William Herschel entdeckt.